# Epiphyllum hookeri
Epiphyllum hookeri ist eine Pflanzenart in der Gattung Epiphyllum aus der Familie der Kakteengewächse (Cactaceae). Das Artepitheton hookeri ehrt den Botaniker William Jackson Hooker.

## Beschreibung
Epiphyllum hookeri wächst buschig mit steifen, übergebogenen bis hängenden Trieben. Die Triebe sind an der Basis stark dreikantig, darüber abgeflacht, bis 75 Zentimeter (und mehr) lang und 9 bis 10 Zentimeter breit. Die Areolen stehen bis zu 5 Zentimeter voneinander entfernt.
Die stieltellerförmigen weißen Blüte sind 17 bis 23 Zentimeter lang und erreichen Durchmesser von 3 bis 3,5 Zentimetern. Ihre Blütenröhre ist gerade oder stark gebogen. Die ellipsoiden bis eiförmigen, mehr oder weniger purpurroten, glatten Früchte werden bei einem Durchmesser von bis zu 3,5 Zentimetern 4 bis 7 Zentimeter lang.

## Verbreitung, Systematik und Gefährdung
Epiphyllum hookeri ist im Süden Mexikos, in Guatemala, Belize, Honduras, Venezuela, Trinidad und Tobago und Guayana in Höhenlagen bis 2300 Metern verbreitet.
Die Erstbeschreibung wurde 1829 von Adrian Hardy Haworth veröffentlicht. Nomenklatorische Synonyme sind Cereus hookeri (Haw.) Pfeiff. (1837), Phyllocactus hookeri (Haw.) Walp. (1843), Phyllocactus hookeri (Haw.) Salm-Dyck (1850), Epiphyllum phyllanthus var. hookeri (Haw.) Kimnach (1964) und Epiphyllum phyllanthus subsp. hookeri (Haw.) U.Guzmán (2003).
Es werden folgende Unterarten unterschieden:
- Epiphyllum hookeri subsp. hookeri
- Epiphyllum hookeri subsp. columbiense (F.A.C.Weber) Ralf Bauer
- Epiphyllum hookeri subsp. guatemalense (Britton & Rose) Ralf Bauer
- Epiphyllum hookeri subsp. pittieri (F.A.C.Weber) Ralf Bauer

In der Roten Liste gefährdeter Arten der IUCN wird die Art als „Least Concern (LC)“, d. h. als nicht gefährdet geführt.

## Nachweise